# Елизабет Дилинг
Елизабет Дилинг Стоукс (на английски: Elizabeth Dilling Stokes) е американска антивоенно и антикомунистически настроена общественичка и писателка от шотландско-ирландки произход.
Авторка е на 4 политически изследвания, с които доказва връзката между марксизма и евреите и в частност с юдаизма с Талмуда и базираните на него учения през Средновековието. Според нея марксизмът и еврейството са синоними, като авторката се възхищава от личности като Адолф Хитлер и Франциско Франко, които са се опълчили на този сатанински съюз.
Дилинг счита, че много известни личности симпатизират на комунистите, включително и на хора като Елинор Рузвелт, Махатма Ганди, Франц Боа и Зигмунд Фройд. Достига до заключението, че т.нар. елит на САЩ води съзнателно и целенасочено страната към комунизъм, искайки да я превърне в комунистическа държава.
Арестувана е 2 пъти от американските власти за хулиганство.

## Творби
- ((en)) The Jewish Religion: Its Influence Today by Elizabeth Dilling